# Buadiposo-Buntong
Buadiposo-Buntong is een gemeente in de Filipijnse provincie Lanao del Sur in het noorden van het eiland Mindanao. Bij de laatste census in 2007 had de gemeente ruim 19 duizend inwoners.

## Geografie

### Bestuurlijke indeling
Buadiposo-Buntong is onderverdeeld in de volgende 33 barangays:
| - Bacolod - Bangon - Bangon Proper - Boto Ragondingan - Buadiposo Lilod - Buadiposo Proper - Buadiposo Raya - Bubong - Buntong Proper - Cadayonan - Dansalan | - Datu Tambara - Dirisan - Gata - Kalakala - Katogonan - Lumbac - Lumbatan Manacab - Lumbatan Pataingud - Lunduban - Manacab - Minanga | - Paling - Pindolonan - Pualas - Ragondingan East - Ragondingan Proper - Ragondingan West - Raya Buntong - Sapot - Tangcal - Tarik - Tuka |

## Demografie
Buadiposo-Buntong had bij de census van 2007 een inwoneraantal van 19.316 mensen. Dit zijn 5.781 mensen (42,7%) meer dan bij de vorige census van 2000. De gemiddelde jaarlijkse groei komt daarmee uit op 5,03%, hetgeen hoger is dan het landelijk jaarlijks gemiddelde over deze periode (2,04%). Vergeleken met de census van 1995 is het aantal mensen met 7.659 (65,7%) toegenomen.

De bevolkingsdichtheid van Buadiposo-Buntong was ten tijde van de laatste census, met 19.316 inwoners op 215 km², 89,8 mensen per km².